# Elecciones primarias de Bolivia de 2019
Las elecciones primarias de Bolivia de 2019 se realizaron el 27 de enero de 2019 para elegir a los candidatos a presidente y vicepresidente del Estado Plurinacional para el período gubernamental 2020-2025. Fueron las primeras elecciones primarias realizadas en Bolivia.
El 27 de enero de 2019 los militantes votaron en las primarias para definir los candidatos presidenciales. 1 715 880 militantes estuvieron habilitados para votar en 7387 mesas de sufragio. El voto fue voluntario y no obligatorio.
Nueve binomios presidenciales fueron inscritos ante el Tribunal Supremo Electoral para participar en las elecciones primarias presidenciales. Todos los candidatos ganaron en las elecciones internas para participar en las elecciones generales.

## Organización y cronograma electoral
El cronograma del proceso de las elecciones primarias de 2019 fue el siguiente:
2018
- 19 de octubre – Convocatoria a elecciones primarias presidenciales
- 24 de octubre – Cierre de la entrega de libros de militantes
- 13 de noviembre – Presentación de la solicitud de alianza electorales
- 23 de noviembre – Último día para la obtención de la personalidad jurídica de organización políticas en trámite
- 28 de noviembre – Inscripción de candidatos a elecciones primarias presidenciales
- 8 de diciembre – Publicación de candidatos habilitados a elecciones primarias presidenciales

2019
- 27 de enero – Elecciones primarias presidenciales

## Candidatos
Nueve binomios presidenciales fueron inscritos ante el Tribunal Supremo Electoral para las elecciones primarias presidenciales. En estas elecciones internas, todas las organizaciones políticas compitieron por candidaturas únicas. El costo de la elección fue de Bs 26.959,655 (4 millones de dólares).

### Movimiento al Socialismo (MAS-IPSP)
Presidente
- Evo Morales: El 30 de noviembre de 2017 anunció su candidatura a las elecciones de 2019. Esta candidatura es considerada inconstitucional ya que los actuales gobernantes perdieron el referéndum verificado el 21 de febrero de 2016, en el que se consultó al país si estaba de acuerdo con modificar el artículo 168 de la Constitución para permitir así la repostulación de los actuales mandatarios; en la consulta se impuso el No con 52% frente al 48% del Sí, por lo que el presidente Evo Morales y el vicepresidente Álvaro García Linera están inhabilitados como candidatos en las elecciones de 2019;[10][11] no obstante lo anterior, el Tribunal Supremo Electoral (TSE) anunció el 4 de diciembre que la candidatura de Evo Morales y Álvaro García se encontraba habilitada.[12]

Vicepresidente
- Álvaro García Linera: La dirigencia del Movimiento al Socialismo ha insistido en la repostulación de la dupla para la vicepresidencia.[13] El vicepresidente anunció "no volver a postularme" para las elecciones de 2019.[14] El secretario ejecutivo de la Central Obrera Boliviana, Juan Carlos Guarachi, señaló un pedido de la  organización sindical para tener un representante obrero a la vicepresidencia.[15]

### Partido Demócrata Cristiano (PDC)
Presidente
- Jaime Paz Zamora: El lunes 22 de octubre presentó su candidatura apoyado por el PDC y el Movimiento de Izquierda Revolucionaria (MIR). Le acompaña como candidata a la vicepresidenta, la abogada Paola Barriga.[16]

### Comunidad Ciudadana (CC)
Presidente
- Carlos Mesa: el expresidente anunció el 6 de octubre su candidatura presidencial con el apoyo del Frente Revolucionario de Izquierda (FRI).[17] El FRI inscribió su candidatura a las primarias de enero en conjunto con Soberanía y Libertad (Sol.bo), que presenta al exministro de estado Gustavo Pedraza como candidato a vicepresidente que acompañará a Mesa.[11]

### Otros
Movimiento Nacionalista Revolucionario (MNR)
- Virginio Lema: La dirigencia del Movimiento Nacionalista Revolucionario (MNR) presentó la candidatura presidencial de Lema, mientras que Fernando Untoja será el candidato a vicepresidente.[11]

Movimiento Tercer Sistema (MTS)
- Félix Patzi: El 1 de octubre del 2018, luego de que el Tribunal Supremo Electoral aprobó la Personería jurídica del partido Movimiento Tercer Sistema (MTS), anunció su candidatura a presidente y que iría sin hacer alianzas con otros partidos de oposición.[18][11] Lo acompaña al binomio la enfermera Lucila Mendieta Pérez.[19][11]

Partido de Acción Nacional Boliviano (PAN-BOL)
- Ruth Nina: El Partido de Acción Nacional Boliviano (PAN-BOL) inscribió su candidatura a la presidencia, con Leopoldo Chui como candidato a vicepresidente.[11]

Unidad Cívica Solidaridad (UCS)
- Victor Hugo Cárdenas: El exvicepresidente confirmó el 14 de noviembre de 2018 su candidatura a la presidencia por el partido Unidad Cívica Solidaridad (UCS).[20] Humberto Peinado será su candidato a vicepresidente.[11]

Bolivia Dice No
- Óscar Ortiz Antelo: El senador de Demócratas postula por el Frente Bolivia Dice No, lo acompaña Edwin Rodríguez también senador de Demócratas.[21]

Frente Para la Victoria (FPV)
- Israel Rodríguez: Israel Rodríguez postula junto al candidato vicepresidencial Faustino Challapa Flores.[6]

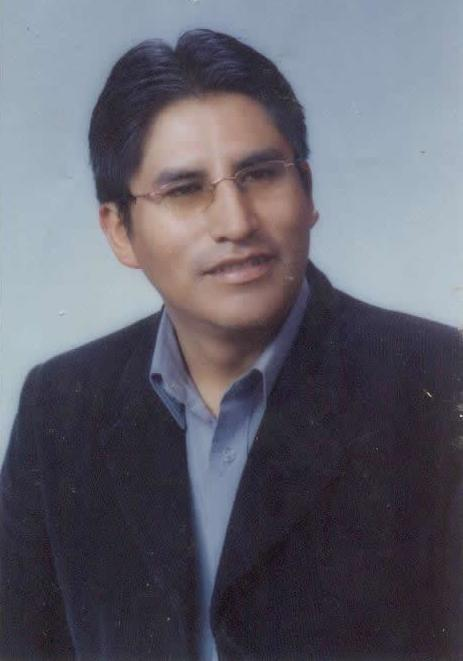
Félix Patzi
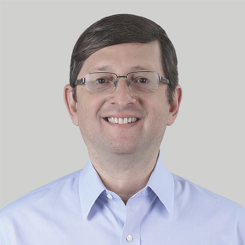
Oscar Ortiz

### Candidaturas descartadas
Movimiento al Socialismo - Instrumento Político por la Soberanía de los Pueblos (MAS-IPSP)
- Rafael Quispe: El Tribunal Supremo Electoral rechazó la candidatura del binomio de Rafael Quispe y Juana Calle porque debió ser presentado por el “representante o delegados acreditados del partido”.[22]

Bolivia dice no
- Samuel Doria Medina: El 28 de noviembre de 2018 anunció su renuncia a la candidatura presidencial por la alianza Bolivia Dice No asegurado que apoyará "a quiénes tengan mayores posibilidades para devolver la plenitud de la  democracia a Bolivia".[23]

Partido Demócrata Cristiano (PDC)
- Norma Piérola: El miércoles 31 de octubre la diputada del PDC anunció su candidatura a las elecciones nacionales por una facción del PDC.[24]

## Campaña
El analista Vicente Guardia dijo que "sólo el oficialismo hace campaña para elecciones primarias en Bolivia". El 28 de diciembre de 2018, Evo Morales prometió que en las elecciones primarias "no vamos a usar la plata del pueblo boliviano, ésa es nuestra conducta".
Varios organizaciones políticas decidieron no hacer uso de la propaganda electoral gratuita, la alianza Comunidad Ciudadana anunció que no difundiría propaganda electoral para las primarias aduciendo que al existir "un solo binomio" en cada organización política los resultados "ya están previamente definidos", similar posición sostuvo el Movimiento Nacionalista Revolucionario que propuso que se destine a "los niños con cáncer", por último, la Unidad Cívica Solidaria renunció a cualquier actividad para las internas como las propagandas electorales y solo harían una "votación simbólica".
Por el contrario, el candidato por el Movimiento Tercer Sistema, Félix Patzi, anunció que haría uso de la propaganda electoral gratuita para "hacer conocer” la organización.

## Observación electoral
La Organización de los Estados Americanos (OEA) anunció el envío de una misión de observación el 21 de enero.

## Resultados
- Bolivia Dice No

|  | 100 % |

|  | 100 % |

|  | 100 % |

|  | 13,89 % |

|  | 12,34 % |

|  | 100,0 % |

|  | 6,42 % |

- Frente Para La Victoria

|  | 100 % |

|  | 100 % |

|  | 54.70 % |

|  | 20.31 % |

|  | 24.98 % |

|  | 100.00 % |

|  | 4.96 % |

- Movimiento Nacionalista Revolucionario

|  | 100.00 % |

|  | 100.00 % |

|  | 77.20 % |

|  | 9.41 % |

|  | 13.40 % |

|  | 100.00 % |

|  | 6.83 % |

- Unidad Cívica Solidaridad

|  | 100 % |

|  | 100 % |

|  | 100 % |

|  | 100.00 % |

|  | 1.64 % |

- Movimiento al Socialismo

|  | 100.00 % |

|  | 100 % |

|  | 89.76 % |

|  | 6.29 % |

|  | 3.95 % |

|  | 100,0 % |

|  | 35.25 % |

- Comunidad Ciudadana

|  | 100.00 % |

|  | 100.00 % |

|  | 80.87 % |

|  | 11.22 % |

|  | 7.91 % |

|  | 100.00 % |

|  | 5.07 % |

- Partido Demócrata Cristiano

|  | 100 % |

|  | 100 % |

|  | 100 % |

|  | 100,0 % |

- Movimiento Tercer Sistema

|  | 100 % |

|  | 100 % |

|  | 100 % |

|  | 100,0 % |

- Partido de Acción Nacional Boliviano

|  | 100 % |

|  | 100 % |

|  | 100 % |

|  | 21,41 % |

|  | 22,10 % |

|  | 100,0 % |

|  | 3.77 % |